# TorChat
TorChat – anonimowy, zdecentralizowany komunikator internetowy, działający w oparciu o sieć Tor. Może być wykorzystywany do przesyłania komunikatów tekstowych i transferu plików. Dzięki wykorzystaniu sieci Tor i jej ukrytych usług przesyłane informacje są zaszyfrowane, a ustalenie tożsamości bądź fizycznej lokalizacji komunikujących się stron jest wyjątkowo trudne, jeśli nie niemożliwe.
Każdy użytkownik komunikatora ma unikatowy, alfanumeryczny identyfikator o długości 16 znaków, generowany losowo podczas pierwszego uruchomienia programu. Ten identyfikator jest jednocześnie adresem w pseudodomenie .onion ukrytej usługi sieci Tor, jaką staje się każdy uruchomiony komunikator. Dzięki tym adresom klienty TorChata mogą kontaktować się ze sobą, by wymieniać informacje o statusie, komunikaty tekstowe bądź inne dane przesyłane tym połączeniem. Ukryte usługi sieci Tor mogą obsługiwać przychodzące połączenia nawet wówczas, gdy znajdują się za routerem stosującym translację adresów sieciowych, dlatego do poprawnej pracy TorChata nie jest konieczne przekierowywanie portów.
TorChat został opublikowany na licencji GNU General Public License. Pierwsza wersja została wydana w listopadzie 2007 r. przez Bernda Kreußa. Odtąd komunikator jest wciąż rozwijany. Napisany został w języku programowania Python z wykorzystaniem wieloplatformowej biblioteki graficznego interfejsu użytkownika wxPython, dzięki czemu może działać na różnych platformach i systemach operacyjnych. Aktualnie dostępne są wersje stabilne dla Microsoft Windows i Linuksa.
Wersja windowsowa TorChata została zbudowana przy użyciu py2exe i jest dystrybuowana z wbudowaną kopią routera cebulowego sieci Tor, prekonfigurowanego tak, że komunikator może być uruchamiany jako aplikacja przenośna bezpośrednio z pamięci USB, bez konieczności instalacji, konfiguracji czy tworzenia konta.